# Ron Kauk
Ronald A. Kauk, född 23 september 1957 i Redwood City i Kalifornien, är en amerikansk sportklättrare associerad med klättringslägret Camp 4 i Yosemitedalen i hemstaten Kalifornien.

## Biografi
Under 1970-talet var Kauk associerad med bergsklättringsgruppen Stonemasters i Kalifornien, som förutom Kauk även inbegrep klättrare som bland annat Jim Bridwell, John Bachar, John Long, Lynn Hill och Tobin Sorenson.
1992 tränade Kauk skådespelaren Sylvester Stallone i bergsklättring, och var även Stallones stand-in under inspelningarna i Dolomiterna tillsammans med sin tyske bergsklättringskollega Wolfgang Güllich, under inspelningen av actionfilmen Cliffhanger. Kauk var även stand-in till Michael Rooker, Leon Robinson och Janine Turner under samma filminspelning. Han var även involverad under filminspelningen av Mission: Impossible II i Dead Horse Point State Park i Utah med Tom Cruise (som är känd för att göra sina egna stunttrick).
I augusti 1998 bröt Kauk benet i en motorcykelolycka i Yosemitedalen när han träffades av en mötande bil. Han hade fram till dess, ironiskt nog, inte ådragit sig några allvarliga skador under sin bergsklättringskarriär. Kauks klättringskollega under inspelningarna av spelfilmen Cliffhanger, Wolfgang Güllich, var även han iblandad i en fatal bilolycka när han somnade vid ratten och körde av vägen på autobahn mellan München och Nürnberg den 29 augusti 1992.